# Альфа (поднятие)
Подня́тие А́льфа — крупный вулканический хребет на дне Северного Ледовитого океана, между Канадской котловиной и хребтом Ломоносова.
Наибольшая относительная высота хребта составляет 2700 м, ширина — 200—450 км. Хребет был открыт в 1963 году, в 1983 исследован канадской экспедицией.